# 老挝安-74军用飞机空难
2014年5月17日，一架属于老挝军方的安-74飞机在从老挝万象飞往老挝川圹省的途中坠毁。此机型于不久前开始在全国范围内运送重要人物。这架安-74飞机上的乘客包含老挝国防部长隆再·皮吉、公安部长及其夫人，以及老挝首都万象市长以及一些其他老挝领导层代表。他们原计划前往参加庆祝老挝人民军第二师成立55周年的阅兵式。
该机上载有17人，其中14人遗体已送回首都万象。老挝官方随后就此次空难举办新闻发布会。目前已确定罹难人员包括老挝副总理兼国防部部长隆再·皮吉中将及其夫人、老挝公安部部长通班·显阿蓬、老挝人民革命党中央宣传部部长征·宋本坎、万象市长苏甘·马哈拉等。生还的3人中一人为副驾驶，一人为随机护士，另一人身份不明，而之后其中两人经抢救无效死亡，仅随机护士生还。

## 坠毁
2014年5月17日，当地时间6:15、6:30或7:00左右，该机坠毁于老挝川圹省。坠机地点距离目的地川圹省川圹机场1500米或2000米，距离起飞地万象瓦岱國際機場500千米。
这是老挝历史上死亡人数第二多的空难事件，仅次于2013年10月的老挝航空301号航班空难。

## 部分死难者
- 隆再·皮吉（老挝人民革命党中央政治局委员、副总理兼国防部长）
- 通班·显阿蓬（老挝人民革命党中央书记处书记、公安部长）
- 征·宋本坎（老挝人民革命党中央书记处书记、中央宣传部长）
- 苏甘·马哈拉（老挝人民革命党中央书记处书记、万象市委书记兼市长）

## 各方反应
- 中华人民共和国：中共中央总书记、中国国家主席习近平就隆再等老挝领导人遇难向老挝人民革命党总书记朱马利·赛雅贡致唁电，向遇难者表示深切的哀悼，向他们的亲属表示诚挚的慰问[8]。中国国务院总理李克强就隆再等老挝领导人遇难向老挝人民革命党中央政治局委员、老挝政府总理通邢·塔马冯致唁电[9]。中共中央政法委书记孟建柱和中国公安部部长郭声琨共同向老挝人民革命党中央政治局委员、老挝国家副主席本扬·沃拉吉致唁电[10]。